# AudioOS
audioOS (publiquement appelé HomePod Software) est un système d'exploitation développé par Apple Inc. pour leurs enceintes connectées HomePod et HomePod Mini. Il est sorti en même temps que la commercialisation du HomePod, le 9 février 2018. 

## Histoire
Après la sortie de la première du HomePod, iOS 11.3, les utilisateurs ont remarqué et ont critiqué sur internet de la baisse des basses de et du volume sonore de l'enceinte, ce qui n'était pas noté dans les notes de mise à jour. Dwight Silverman a confirmé dans le magazine de la Houston Chronicle les problèmes observés par les utilisateurs, cependant, Apple n'a pas affirmé que la mise à jour contient des modifications dans les réglages d'égalisation.
La mise à jour iOS 13.2 avait un bug où les HomePods ne fonctionnait plus lors d'une tentative réinitialisation du système ; Apple a annulé la mise à jour.
audioOS 14.1 a ajouté la fonctionnalité d'interphone.
La mise à jour 15.1 permet la lecture des morceaux au format Apple Lossless sur les HomePod et HomePod mini. L'audio spatial est également pris en charge mais uniquement par le HomePod.

## Fonctionnalités
Les principales fonctionnalités sont AirPlay 2 et Siri

## Historique des versions
| Nom        | Version la plus récente | Date de sortie   |
| ---------- | ----------------------- | ---------------- |
| iOS 11     | 11.4.1                  | 9 juin 2018      |
| iOS 12     | 12.4                    | 17 juin 2019     |
| iOS 13     | 13.4.6                  | 1er juillet 2020 |
| audioOS 14 | 14.7                    | 19 juillet 2021  |
| audioOS 15 | 15.6                    | 20 juillet 2022  |
| audioOS 16 | 16.5                    | 18 mai 2023      |